# Squalus lalannei
Squalus lalannei är en hajart som beskrevs av Baranes 2003. Squalus lalannei ingår i släktet Squalus och familjen pigghajar. IUCN kategoriserar arten globalt som otillräckligt studerad. Inga underarter finns listade i Catalogue of Life.